# Tai nạn C-130 của Không quân Chile 2019
Vào ngày 9 tháng 12 năm 2019, một chiếc máy bay vận tải quân sự Lockheed C-130 Hercules của Không quân Chile đã bị rơi ở eo biển Drake khi đang trên đường đến Căn cứ quân sự Eduardo Frei Montalva của Chile nằm trên đảo King George ở Nam Cực.
Địa điểm tai nạn được xác định vào ngày 12 tháng 12 năm 2019 sau một cuộc tìm kiếm kéo dài ba ngày, nhưng không có người sống sót nào được tìm thấy.

## Máy bay
Máy bay được chế tạo vào năm 1978 cho Không quân Hoa Kỳ với số đuôi 77-0324 và số sê-ri 382-4776, nhưng được giao cho Thủy quân lục chiến Hoa Kỳ với tư cách là máy bay chở dầu KC-130R cho các hoạt động tiếp nhiên liệu trên không và được giao cho BuNo 160628. Nó hoạt động ở Cherry Point, Bắc Carolina (VMGR-252) và ở Iwakuni, Nhật Bản (VMGR-152).
Máy bay được cất giữ tại AMARG từ năm 2009 đến 2014. Sau khi được Không quân Chile mua với giá 7 triệu USD, nó đã được tân trang lại tại Hill AFB, Utah, theo tiêu chuẩn C-130H và được giao vào năm 2015 theo số đuôi mới 990.

## Tai nạn
Máy bay đã rời Punta Arenas, Patagonia, Chile, lúc 19:55 UTC (16:55 giờ địa phương) trên đường bay đến đảo King George, Nam Cực. Chuyến bay nhằm cung cấp hỗ trợ hậu cần cho một căn cứ ở Lãnh thổ Nam Cực của Chile, và đưa nhân viên kiểm tra một đường cung cấp nhiên liệu nổi và các thiết bị khác tại căn cứ. Không quân Chile có tuyến bay từ Punta Arenas đến đảo King George hàng tháng. Liên lạc vô tuyến với máy bay bị mất lúc 21 giờ 13 phút UTC. Ngày hôm sau, các quan chức xét hỏi chiếc máy bay "bị rơi khi mất tích trong bao lâu."

## Tìm kiếm

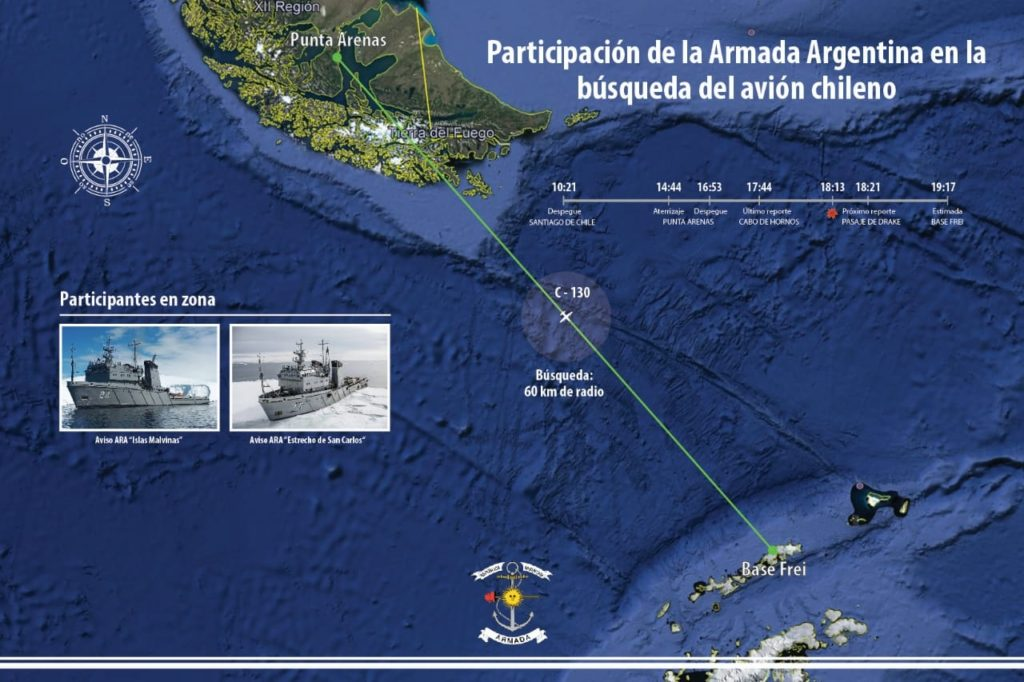
Tìm kiếm trên biển Argentina, gồm tàu ARA "Islas Malvinas" và tàu ARA "Estrecho de San Carlos"

Một cuộc tìm kiếm được tiến hành bởi lực lượng máy bay của Không quân Chile, Argentina, Brazil, Vương quốc Anh và Uruguay. Ngoài ra, hai tàu khu trục của Hải quân Chile đã tìm kiếm trong khu vực nơi mà máy bay được định vị lần cuối bởi radar. Họ được hỗ trợ bởi một nhóm các nhà phân tích hình ảnh vệ tinh từ Đơn vị 9900 của Lực lượng Quốc phòng Israel. Nỗ lực tìm kiếm đã bị cản trở bởi biển động và tầm nhìn hạn chế.

## Địa điểm tai nạn
Cuối cùng cũng xác định được địa điểm tai nạn, các mảnh vỡ từ một chiếc máy bay đã được tìm thấy trôi nổi trong vùng biển trải 19 dặm (31 km) từ vị trí cuối cùng được định vị máy bay mất tích. Các mảnh vỡ và vật dụng khác đã được phát hiện bởi tàu nghiên cứu vùng cực của Hải quân Brazil Almirante Maximiano.
Địa điểm gặp nạn nằm ngoài khơi Nam Mỹ vào ngày 12 tháng 12, cách vị trí cuối cùng được biết đến của C-130 17 mi (27 km). Phần thân máy bay và các thành phần chính được xác định cùng với các thi thể. Chỉ huy không quân Chile Arturo Merino xác nhận rằng tất cả mọi người đã thiệt mạng.

## Hành khách và phi hành đoàn
Có tất cả 38 người trên máy bay, gồm 21 hành khách và 17 phi hành đoàn. Mười lăm hành khách là quân nhân của Không quân Chile, ba người là lính Chile, hai người là dân thường của công ty xây dựng và kỹ thuật Inproser, và một người là sinh viên Đại học Magallanes. Phi hành đoàn gồm toàn bộ nhân viên không quân Chile.